# 道布增·罗布生图布登吉格米德扎木苏
道布增·罗布生图布登吉格米德扎木苏（1882年8月14日—1930年12月16日）蒙古族，内蒙古阿拉善旗人，阿拉善第三世（不计追认）道布增活佛。

## 生平
清朝光绪八年农历七月一日（1882年8月14日）生于阿拉善旗召吉图斯都布家庭。光绪十四年（1888年），确认为道布增活佛的转世灵童，并坐床。民国19年（1930年）农历十月二十七日（1930年12月16日）圆寂。